# Els Callens
Els Callens (Anversa, 20 agosto 1970) è un'ex tennista belga.

## Biografia
Ottenne una medaglia di bronzo ai Giochi della XXVII Olimpiade, venne sconfitta alla finale del Bell Challenge in doppio del 2004, partecipò con Samantha Stosur e perse contro María Emilia Salerni e Carly Gullickson e in una sfida molto dura terminata 5-7, 5-7.
Nel ranking raggiunse la 43ª posizione il 17 febbraio del 1997.
Perse diverse finali al Bell Challenge: in doppio nel 2000 quando si arrese a Nicole Pratt e Meghann Shaughnessy (nell'occasione faceva coppia con Kimberly Po), poi nel 2003 contro Li Ting e Sun Tiantian mentre nel 2004 Carly Gullickson e María Emilia Salerni batterono lei e Samantha Stosur; fu sconfitta in finale a Quebec City anche da singolarista nel 1996, opposta a Lisa Raymond.

## Statistiche

### Risultati in progressione
| Sigla | Risultato               |
| ----- | ----------------------- |
| V     | Vincitore               |
| F     | Finalista               |
| SF    | Semifinalista           |
| O     | Oro olimpico            |
| A     | Argento olimpico        |
| SF    | Bronzo olimpico         |
| QF    | Quarti di Finale        |
| 4T    | Quarto turno            |
| 3T    | Terzo turno             |
| 2T    | Secondo turno           |
| 1T    | Primo turno             |
| RR    | Round Robin             |
| LQ    | Turno di qualificazione |
| A     | Assente                 |
| ND    | Non disputato           |

| Legenda superfici    |
| -------------------- |
| Cemento              |
| Terra battuta        |
| Erba                 |
| Superficie variabile |

#### Singolare nei tornei del Grande Slam
| Torneo          | 1991 | 1992 | 1993 | 1994 | 1995 | 1996 | 1997 | 1998 | 1999 | 2000 | 2001 | 2002 | 2003 | 2004 | 2005 | 2006 | 2007 | 2008 | 2009 | 2010 | 2011 |
| --------------- | ---- | ---- | ---- | ---- | ---- | ---- | ---- | ---- | ---- | ---- | ---- | ---- | ---- | ---- | ---- | ---- | ---- | ---- | ---- | ---- | ---- |
| Australian Open | A    | A    | A    | A    | 1T   | 1T   | 1T   | 1T   | 2T   | 3T   | 2T   | A    | 2T   | 1T   | A    | A    | A    | A    | A    | A    | A    |
| Open di Francia | A    | A    | A    | A    | 2T   | 1T   | 1T   | 2T   | 2T   | 2T   | A    | A    | 1T   | 1T   | A    | A    | A    | A    | A    | A    | A    |
| Wimbledon       | 2T   | A    | A    | A    | A    | 1T   | 2T   | 1T   | 1T   | 2T   | A    | 3T   | 2T   | 2T   | 1T   | A    | A    | A    | A    | A    | A    |
| US Open         | A    | A    | A    | A    | 1T   | 3T   | 1T   | A    | 1T   | 2T   | A    | 2T   | 1T   | 2T   | A    | A    | A    | A    | A    | A    | A    |

#### Doppio nei tornei del Grande Slam
| Torneo          | 1991 | 1992 | 1993 | 1994 | 1995 | 1996 | 1997 | 1998 | 1999 | 2000 | 2001 | 2002 | 2003 | 2004 | 2005 | 2006 | 2007 | 2008 | 2009 | 2010 | 2011 |
| --------------- | ---- | ---- | ---- | ---- | ---- | ---- | ---- | ---- | ---- | ---- | ---- | ---- | ---- | ---- | ---- | ---- | ---- | ---- | ---- | ---- | ---- |
| Australian Open | A    | A    | A    | A    | A    | 3T   | 2T   | 1T   | 3T   | QF   | 2T   | 3T   | 1T   | 1T   | 1T   | A    | A    | A    | A    | A    | A    |
| Open di Francia | A    | A    | A    | A    | 1T   | 1T   | 3T   | 1T   | QF   | 2T   | 3T   | 1T   | 2T   | 2T   | 1T   | A    | A    | A    | A    | A    | A    |
| Wimbledon       | A    | A    | A    | A    | 2T   | 1T   | QF   | QF   | 2T   | 3T   | 1T   | 3T   | 2T   | 3T   | 3T   | A    | A    | A    | A    | A    | A    |
| US Open         | A    | A    | A    | A    | 1T   | A    | 1T   | 1T   | 1T   | SF   | QF   | 1T   | 3T   | 1T   | 1T   | A    | A    | A    | A    | A    | A    |

#### Doppio misto nei tornei del Grande Slam
| Torneo          | 1991 | 1992 | 1993 | 1994 | 1995 | 1996 | 1997 | 1998 | 1999 | 2000 | 2001 | 2002 | 2003 | 2004 | 2005 | 2006 | 2007 | 2008 | 2009 | 2010 | 2011 |
| --------------- | ---- | ---- | ---- | ---- | ---- | ---- | ---- | ---- | ---- | ---- | ---- | ---- | ---- | ---- | ---- | ---- | ---- | ---- | ---- | ---- | ---- |
| Australian Open | A    | A    | A    | A    | A    | 2T   | A    | A    | QF   | A    | QF   | 1T   | QF   | 1T   | 2T   | A    | A    | A    | A    | A    | A    |
| Open di Francia | A    | A    | A    | A    | A    | 3T   | A    | A    | A    | 3T   | 2T   | 1T   | 1T   | 2T   | A    | A    | A    | A    | A    | A    | A    |
| Wimbledon       | A    | A    | A    | A    | 2T   | 2T   | A    | 1T   | 1T   | 1T   | 2T   | SF   | 3T   | 3T   | 2T   | A    | A    | A    | A    | A    | A    |
| US Open         | A    | A    | A    | A    | A    | 2T   | 2T   | A    | A    | A    | 1T   | SF   | 1T   | 2T   | A    | A    | A    | A    | A    | A    | A    |

## Vittorie contro giocatrici Top 10
| Stagione | 1997 | 1998 | 1999 | 2000 | Totale |
| -------- | ---- | ---- | ---- | ---- | ------ |
| Vittorie | 1    | 0    | 0    | 1    | 2      |

| #    | Giocatrice              | Ranking | Evento            | Superficie    | Turno | Punteggio     | Rank. ECR |
| ---- | ----------------------- | ------- | ----------------- | ------------- | ----- | ------------- | --------- |
| 1997 |                         |         |                   |               |       |               |           |
| 1.   | Arantxa Sánchez Vicario | 4       | Fed Cup, Sprimont | Cemento (i)   | QF    | 6-3, 7-6(4)   | 51        |
| 2000 |                         |         |                   |               |       |               |           |
| 2.   | Julie Halard-Decugis    | 9       | Fed Cup, Mosca    | Sintetico (i) | RR    | 3-6, 6-4, 6-2 | 85        |